# 大貫站
大貫站（日语：／ Ōnuki eki */?）是位於千葉縣富津市千種新田364番3號，東日本旅客鐵道（JR東日本）的內房線車站。

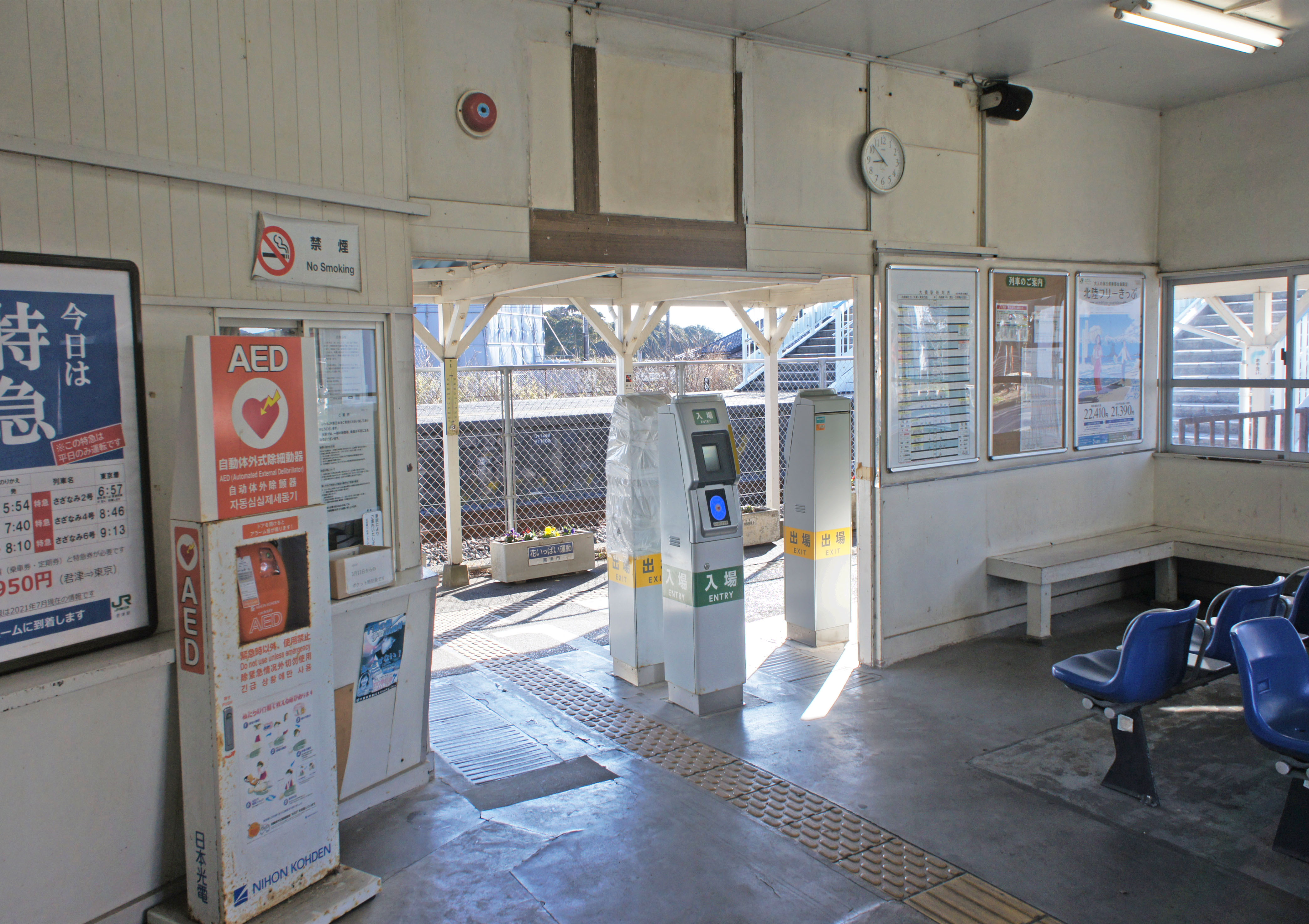
驗票口(2024年3月)

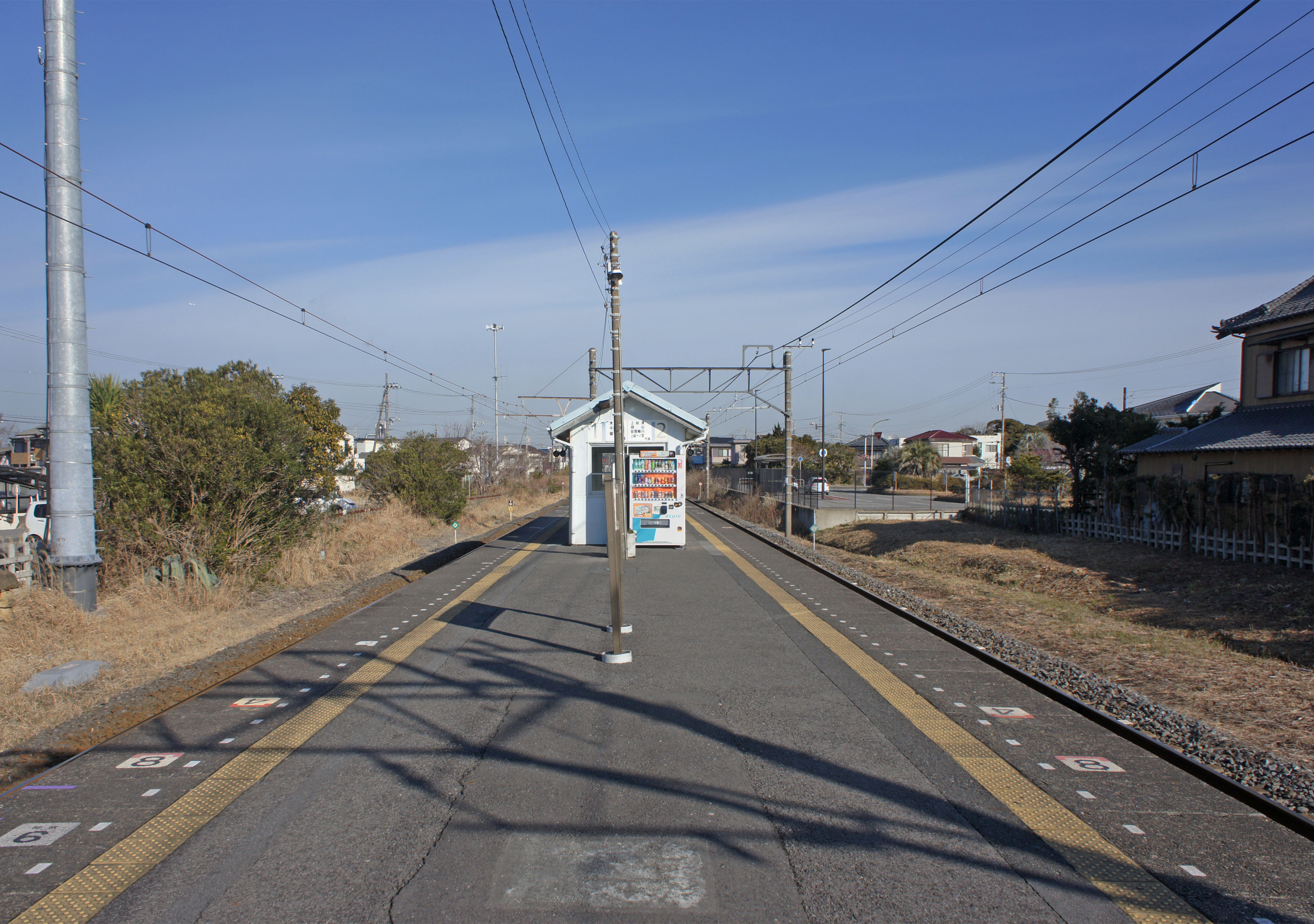
月台(2022年2月)

## 歷史
- 1915年（大正4年）1月15日：車站啟用[1]。
- 1987年（昭和62年）4月1日：伴隨國鐵分割民營化，車站由東日本旅客鐵道（JR東日本）營運[1]。
- 2006年（平成18年）4月1日：當日起綠色窗口結業，同時設置「你好售票機Kaeru君（日语：もしもし券売機Kaeruくん）」[2]。
- 2009年（平成21年）3月14日：此站可以使用IC卡「Suica」[3]。成為東京近郊區間區域內[3]。
- 2012年（平成24年）3月12日：「你好售票機Kaeru君」中止運作。
- 2014年（平成26年）10月20日：成為業務委託車站[4]。

## 車站構造
本站是地面車站，設有1面2線的島式月台。月台沒有提高高度。兩月台靠近佐貫町站一方設有跨線橋，車站大樓位於西邊。此站是由君津站管理的業務委託車站，委托了JR東日本車站服務負責車站業務。此站設有2台自動售票機（可使用Suica）、多功能售票機和簡易Suica閘機。曾經此站設有指定席售票機，但是在10月1日換為多功機售票機。

### 月台
| 月台 | 路線    | 上下行 | 方向                       | 備註            |
| ---- | ------- | ------ | -------------------------- | --------------- |
| 1    | ■內房線 | 上行   | 木更津、千葉、東京方向     | 部分使用2號月台 |
| 2    | ■內房線 | 下行   | 上總湊、館山、安房鴨川方向 |                 |

參考
- 在信號設備上，1、2號月台可從兩方向進站和向兩方向出發。
- 因為上述原因，普通列車通常會進入反方向月台，以待避特急之用。
- 不論甚麼理由，當內房線部分區間暫停服務時，會設有列車於此站折返。(在209系2000番台、2100番台方向幕會顯示「內房線大貫」)
- 月台可容納11卡車廂。

## 使用狀況
在2019年（令和元年）度1日平均乘車人次為989人，以下為乘車人次變化列表：
| 乘車人次變化       | 乘車人次變化     | 乘車人次變化 |
| 年度               | 1日平均 乘車人次 | 參考資料     |
| ------------------ | ---------------- | ------------ |
| 1990年（平成02年） | 2,504            | [ * 1 ]      |
| 1991年（平成03年） | 2,496            | [ * 2 ]      |
| 1992年（平成04年） | 2,483            | [ * 3 ]      |
| 1993年（平成05年） | 2,417            | [ * 4 ]      |
| 1994年（平成06年） | 2,435            | [ * 5 ]      |
| 1995年（平成07年） | 2,176            | [ * 6 ]      |
| 1996年（平成08年） | 2,024            | [ * 7 ]      |
| 1997年（平成09年） | 1,827            | [ * 8 ]      |
| 1998年（平成10年） | 1,741            | [ * 9 ]      |
| 1999年（平成11年） | 1,715            | [ * 10 ]     |
| 2000年（平成12年） | 1,625            | [ * 11 ]     |
| 2001年（平成13年） | 1,547            | [ * 12 ]     |
| 2002年（平成14年） | 1,526            | [ * 13 ]     |
| 2003年（平成15年） | 1,471            | [ * 14 ]     |
| 2004年（平成16年） | 1,463            | [ * 15 ]     |
| 2005年（平成17年） | 1,420            | [ * 16 ]     |
| 2006年（平成18年） | 1,415            | [ * 17 ]     |
| 2007年（平成19年） | 1,372            | [ * 18 ]     |
| 2008年（平成20年） | 1,319            | [ * 19 ]     |
| 2009年（平成21年） | 1,245            | [ * 20 ]     |
| 2010年（平成22年） | 1,171            | [ * 21 ]     |
| 2011年（平成23年） | 1,139            | [ * 22 ]     |
| 2012年（平成24年） | 1,149            | [ * 23 ]     |
| 2013年（平成25年） | 1,185            | [ * 24 ]     |
| 2014年（平成26年） | 1,132            | [ * 25 ]     |
| 2015年（平成27年） | 1,139            | [ * 26 ]     |
| 2016年（平成28年） | 1,127            | [ * 27 ]     |
| 2017年（平成29年） | 1,080            | [ * 28 ]     |
| 2018年（平成30年） | 1,046            | [ * 29 ]     |
| 2019年（令和元年） | 989              |              |

## 車站周邊

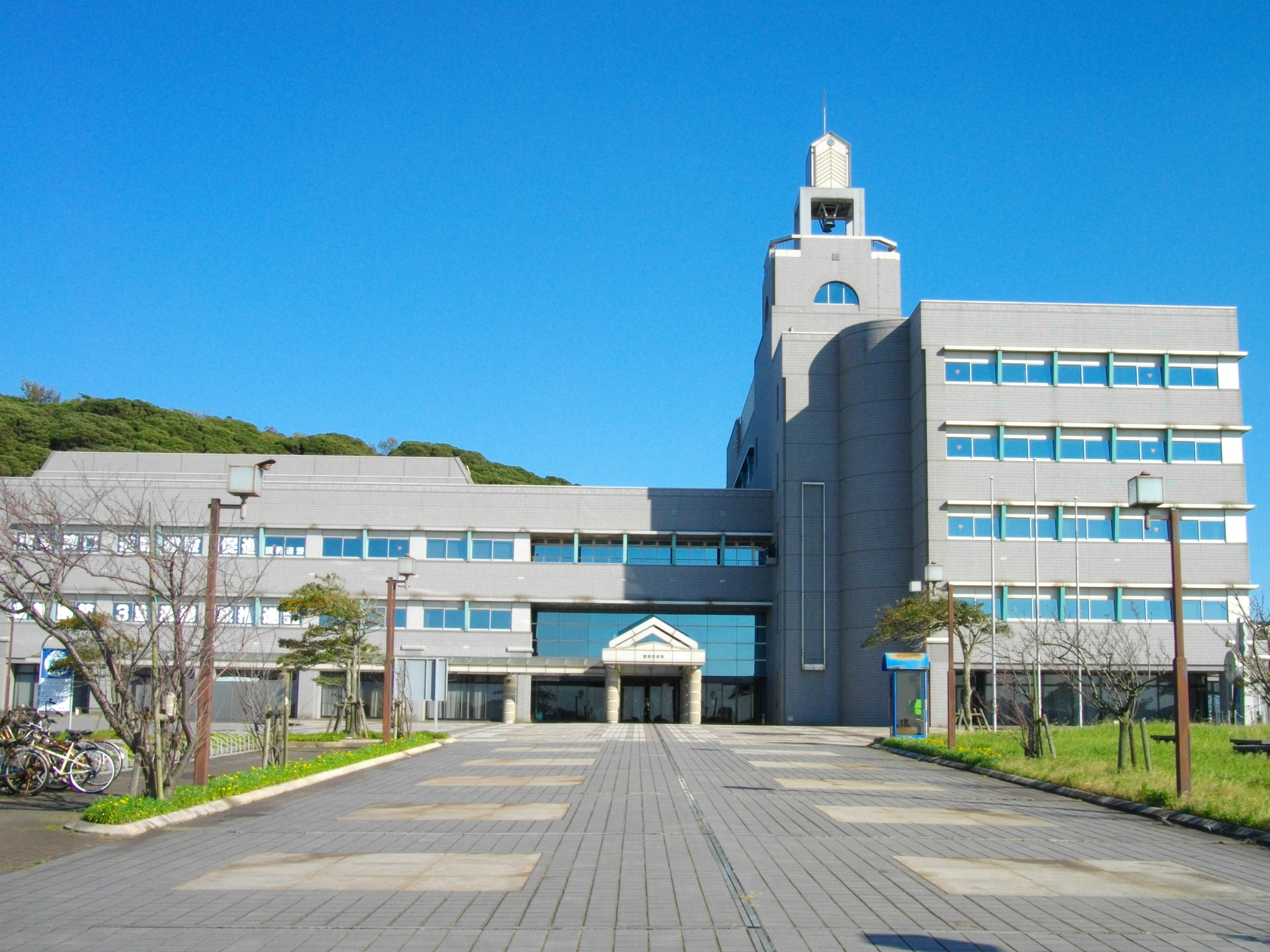
富津市政廳

此站位於富津市中心（最接近市政廳）。步行一段距離後便到達大貫海灘
- 國道465號（日语：国道465号）
- 千葉縣道157號大貫青堀線（日语：千葉県道157号大貫青堀線）
- 千葉縣道159號君津大貫線（日语：千葉県道159号君津大貫線）
- 千葉縣道298號絹郡線（日语：千葉県道298号絹郡線）
- 富津市政廳
- 富津郵局（日语：富津郵便局）
- 富津千種新田郵局
- 千葉縣立君津商業高等學校（日语：千葉県立君津商業高等学校）
- 富津市立大貫中學
- 富津市立大貫小學（日语：富津市立大貫小学校）
- 富津市立吉野小學
- 川口市立大貫海濱學園
- 君津中央醫院（日语：君津中央病院）大佐和分院
- 弁天山古墳（日语：弁天山古墳 (富津市)）
- 小久保藩陣屋蹟（田沼意次的相關土地）
- 普和山最上寺（關東三十六不動（日语：関東三十六不動尊霊場） 第32號）
- 小戶（日语：おどや）超級市場和家居中心富津大和田店
- Yax藥品（日语：千葉薬品）富津大貫店
- Welcia（日语：ウエルシア）富津大貫店
- 米利 Heart & Green（日语：コメリ）富津大貫店

## 巴士路線
各路線由日東交通營運。

### 西出口（車站大樓一方）出發
| 乘車處   | 途經                   | 目的地   |
| -------- | ---------------------- | -------- |
| 大貫站前 | 篠部、富津銀行前、濱町 | 富津公園 |
| 大貫站前 | 小久保、觀音裏參道     | 佐貫町站 |
| 大貫站前 | 小久保、佐貫町站       | 笹毛     |
| 大貫站前 | 小久保、佐貫町站、笹毛 | 上總湊站 |

巴士站不是位於迴旋路上，而是在路上。

### 東出口出發
| 乘車處       | 途經                                 | 目的地       |
| ------------ | ------------------------------------ | ------------ |
| 大貫站東出口 | 富津市政廳、下飯野、青堀站、人見大橋 | 君津站南出口 |

巴士站在東出口迴旋路內。設有行人隧道連接東西出口。

## 相鄰車站
東日本旅客鐵道（JR東日本）
■內房線
■通勤快速（平日上行1班）、■快速（星期六及假日上行經京葉線的1班）、■普通（各站停車）
青堀－大貫－佐貫町

## 注腳

### 使用狀況
1. ↑  千葉縣統計年鑑 （页面存档备份，存于）（日語） - 千葉縣
2. ↑  富津市統計書 （页面存档备份，存于）（日語） - 富津市

JR東日本2000年度以後的乘車人次
1. ↑  各駅の乗車人員（2000年度） （页面存档备份，存于）（日語） - JR東日本
2. ↑  各駅の乗車人員（2001年度） （页面存档备份，存于）（日語） - JR東日本
3. ↑  各駅の乗車人員（2002年度） （页面存档备份，存于）（日語） - JR東日本
4. ↑  各駅の乗車人員（2003年度） （页面存档备份，存于）（日語） - JR東日本
5. ↑  各駅の乗車人員（2004年度） （页面存档备份，存于）（日語） - JR東日本
6. ↑  各駅の乗車人員（2005年度） （页面存档备份，存于）（日語） - JR東日本
7. ↑  各駅の乗車人員（2006年度） （页面存档备份，存于）（日語） - JR東日本
8. ↑  各駅の乗車人員（2007年度） （页面存档备份，存于）（日語） - JR東日本
9. ↑  各駅の乗車人員（2008年度） （页面存档备份，存于）（日語） - JR東日本
10. ↑  各駅の乗車人員（2009年度） （页面存档备份，存于）（日語） - JR東日本
11. ↑  各駅の乗車人員（2010年度） （页面存档备份，存于）（日語） - JR東日本
12. ↑  各駅の乗車人員（2011年度） （页面存档备份，存于）（日語） - JR東日本
13. ↑  各駅の乗車人員（2012年度） （页面存档备份，存于）（日語） - JR東日本
14. ↑  各駅の乗車人員（2013年度） （页面存档备份，存于）（日語） - JR東日本
15. ↑  各駅の乗車人員（2014年度） （页面存档备份，存于）（日語） - JR東日本
16. ↑  各駅の乗車人員（2015年度） （页面存档备份，存于）（日語） - JR東日本
17. ↑  各駅の乗車人員（2016年度） （页面存档备份，存于）（日語） - JR東日本
18. ↑  各駅の乗車人員（2017年度） （页面存档备份，存于）（日語） - JR東日本
19. ↑  各駅の乗車人員（2018年度） （页面存档备份，存于）（日語） - JR東日本
20. ↑  各駅の乗車人員（2019年度） （页面存档备份，存于）（日語） - JR東日本

千葉縣統計年鑑
1. ↑  千葉縣統計年鑑（平成3年） （页面存档备份，存于）（日語）
2. ↑  千葉縣統計年鑑（平成4年） （页面存档备份，存于）（日語）
3. ↑  千葉縣統計年鑑（平成5年） （页面存档备份，存于）（日語）
4. ↑  千葉縣統計年鑑（平成6年） （页面存档备份，存于）（日語）
5. ↑  千葉縣統計年鑑（平成7年） （页面存档备份，存于）（日語）
6. ↑  千葉縣統計年鑑（平成8年） （页面存档备份，存于）（日語）
7. ↑  千葉縣統計年鑑（平成9年） （页面存档备份，存于）（日語）
8. ↑  千葉縣統計年鑑（平成10年） （页面存档备份，存于）（日語）
9. ↑  千葉縣統計年鑑（平成11年） （页面存档备份，存于）（日語）
10. ↑  千葉縣統計年鑑（平成12年） （页面存档备份，存于）（日語）
11. ↑  千葉縣統計年鑑（平成13年） （页面存档备份，存于）（日語）
12. ↑  千葉縣統計年鑑（平成14年） （页面存档备份，存于）（日語）
13. ↑  千葉縣統計年鑑（平成15年） （页面存档备份，存于）（日語）
14. ↑  千葉縣統計年鑑（平成16年） （页面存档备份，存于）（日語）
15. ↑  千葉縣統計年鑑（平成17年） （页面存档备份，存于）（日語）
16. ↑  千葉縣統計年鑑（平成18年） （页面存档备份，存于）（日語）
17. ↑  千葉縣統計年鑑（平成19年） （页面存档备份，存于）（日語）
18. ↑  千葉縣統計年鑑（平成20年） （页面存档备份，存于）（日語）
19. ↑  千葉縣統計年鑑（平成21年） （页面存档备份，存于）（日語）
20. ↑  千葉縣統計年鑑（平成22年） （页面存档备份，存于）（日語）
21. ↑  千葉縣統計年鑑（平成23年） （页面存档备份，存于）（日語）
22. ↑  千葉縣統計年鑑（平成24年） （页面存档备份，存于）（日語）
23. ↑  千葉縣統計年鑑（平成25年） （页面存档备份，存于）（日語）
24. ↑  千葉縣統計年鑑（平成26年） （页面存档备份，存于）（日語）
25. ↑  千葉縣統計年鑑（平成27年） （页面存档备份，存于）（日語）
26. ↑  千葉縣統計年鑑（平成28年） （页面存档备份，存于）（日語）
27. ↑  千葉縣統計年鑑（平成29年） （页面存档备份，存于）（日語）
28. ↑  千葉縣統計年鑑（平成30年） （页面存档备份，存于）（日語）
29. ↑  千葉縣統計年鑑（令和元年） （页面存档备份，存于）（日語）

## 外部連結
- 車站資訊（大貫）：東日本旅客鐵道（日語）